# Ningunear
Ningunear tiene dos significados, según el diccionario de la Academia Española: en primer lugar, significa no hacer caso de alguien, no tomarlo en consideración y, en segundo, menospreciar a alguien.

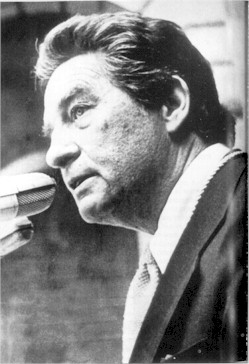
El poeta y pensador mexicano Octavio Paz teorizó la noción del "ninguneo" en relación con la identidad del mexicano

## El ninguneo y la filosofía de lo mexicano en Octavio Paz
La "disimulación mimética" es, según escribe el Premio Nobel de Literatura Octavio Paz en su libro El laberinto de la soledad (1950), una de tantas manifestaciones del hermetismo del “mexicano”, es decir, del hermetismo que caracteriza al supuesto mexicano típico. En efecto, los pensadores que postulan la existencia de una identidad nacional suelen postular también que hay -en términos weberianos- un tipo ideal de mexicano o un "mexicano promedio" -en términos de la sociología estadística de Adolphe Quetelet. Pero, continúa Paz, “no sólo [los mexicanos] nos disimulamos a nosotros mismos y nos hacemos transparentes y fantasmales; también disimulamos la existencia de nuestros semejantes. No quiero decir que los ignoremos o los hagamos menos, actos deliberados y soberbios, los disimulamos de manera más definitiva y radical: los ninguneamos. El ninguneo es una operación que consiste en hacer de Alguien, Ninguno. La nada de pronto se individualiza, se hace cuerpo y ojos, se hace Ninguno.” (Paz, Octavio, El laberinto de la soledad, Fondo de Cultura Económica, México, 2000, pp. 48-49). Según este mismo autor, el ninguneo se relaciona con el horror a la crítica y disidencia intelectual; ese "mexicano" tipo suele transformar las diferencias de opinión en querella personal. Se opta entonces por ningunear para no enfrentar la crítica con argumentos.
Ningunear es un término coloquial que se utiliza en el lenguaje castellano, para hacer referencia a aquel acto de ignorar o anular la presencia de otra persona, como una especie de desprecio, ningunear proviene de la palabra “ninguno” que significa también “nada”. Ningunear es actuar como si no hubiera nadie, como si el espacio estuviera ocupado por ninguno. Esta actitud es común cuando dos personas discuten o se enfrentan y una de ellas (o ambas) resuelven actuar de manera indiferente hacia la otra y simular su no existencia cuando se encuentran.
El acto de ningunear, sin embargo, no es igual a un simple acto de indiferencia involuntario, el ninguneo es específicamente planeado y llevado a cabo por una persona contra otra, y supone siempre un cierto dejo de menosprecio o desprecio hacia la otra persona, porque se busca hacerle saber que no existe, por algún conflicto o resentimiento que existe entre ellos. No es lo mismo, entonces, no notar a una persona de manera accidental quizás por haber muchas otras personas en el mismo lugar, que notar a la persona, pero actuar de manera deliberada como si no estuviera allí para tratar de faltar el respeto.
La acción de ningunear también puede darse de otros modos en los que la indiferencia no está presente, es decir, a través de agresiones que menosprecian a la persona, sus logros, sus intereses, sus formas de opinión, por envidia o algún resentimiento que existe de una persona contra la otra. Ningunear también puede significar tratar de restarle valor, dejar mal parado o hacer quedar mal a una persona, enfrente de otras. En otras palabras, el ninguneo es una forma de agresión, que por lo general no implica violencia física pero sí verbal y hasta psicológica, porque se trata de hacer todo lo posible para que la persona atacada se sienta menospreciada, agredida y subestimada en muchos diferentes niveles de su personalidad. Si bien la violencia física puede ser mucho más dolorosa a nivel corporal, la violencia verbal que puede suponer el acto de ningunear a alguien puede llegar a afectar también de modo verdadero a la persona a nivel psicológico, especialmente si el ninguneo es continuo, aunque también habla mal de la persona que lo hace, puede quedar como una persona mal educada o conflictiva.